# Ravni (Užice)
Ravni (em cirílico: Равни) é uma vila da Sérvia localizada no município de Užice, pertencente ao distrito de Zlatibor, na região de Stari Vlah. A sua população era de 460 habitantes segundo o censo de 2011.

## Demografia
| 1948 | 1953 | 1961 | 1971 | 1981 | 1991 | 2002 | 2011 |
| ---- | ---- | ---- | ---- | ---- | ---- | ---- | ---- |
| 987  | 1058 | 964  | 842  | 740  | 632  | 558  | 460  |